# Barbara Lanthemann
Barbara Lanthemann, née le 29 mai 1965 à Riddes-Saxon, est une femme politique suisse, présidente du parti socialiste du Valais Romand (PSVR),, et était secrétaire générale de l'organisation suisse des lesbiennes.
Elle est militante pour un État laïc et pour la cause LGBT et députée au Grand Conseil valaisan à la suite de l’élection à l’assemblée constituante de Gaël Bourgeois de 2018 à 2021.

## Biographie
Née à Bale en 1965, Barbara Lanthemann grandit à Lausanne et suit sa scolarité dans le canton de Vaud. Elle s'installe en Valais en 1981 et un diplôme supérieur de l'école de commerce Lemania à Sion. Elle travaille ensuite dans le domaine administratif.
En 2015, les éditions Monographic à Sierre publient un recueil de poèmes signé sous le pseudonyme d'Alix Wolf et intitulé "Traces de plume".

## Parcours politique
En mars 2013, elle accède au Grand Conseil valaisan, en qualité de députée-suppléante pour le district de Martigny. Candidate malheureuse à la députation en mars 2017, elle entre au parlement cantonal en décembre 2018, à la suite du départ de Gaël Bourgeois, élu à la Constituante.
En novembre 2016, elle se présente à la Présidence du PS Valais romand et remporte l'élection lors du Congrès de nomination. Elle conduit la campagne d'Esther Waeber-Kalbermatten et de Stéphane Rossini au Conseil d’État valaisan en mars 2017.
Très active sur les questions de justice sociale, de représentativité des femmes en politique et d'égalité pour les personnes LGBT,, elle défend une ligne socialiste ancrée à gauche.
Elle mène également la campagne du Parti socialiste du Valais romand contre les Jeux olympiques d'hiver à Sion 2026. La population valaisanne rejette cette organisation par 53,98 % de non le 10 juin 2018.
Lors des élections cantonales valaisannes de 2021, elle est éjectée du Grand Conseil par ses colistiers.

## Parcours associatif
Lors de la création d'Alpagai en 1994, elle prend la présidence de cette association valaisanne défendant les personnes LGBT+. Elle occupe également la fonction de secrétaire générale de la LOS, l'organisation suisse des lesbiennes, de 2012 à 2018.